# Zaragoza, Guerrero
Zaragoza är en ort i Mexiko.   Den ligger i kommunen Técpan de Galeana och delstaten Guerrero, i den södra delen av landet, 260 km sydväst om huvudstaden Mexico City. Zaragoza ligger 926 meter över havet och antalet invånare är 212.
Terrängen runt Zaragoza är kuperad åt sydväst, men åt nordost är den bergig. Runt Zaragoza är det ganska glesbefolkat, med 22 invånare per kvadratkilometer. Närmaste större samhälle är Cuatro Cruces, 19,2 km öster om Zaragoza. I omgivningarna runt Zaragoza växer huvudsakligen savannskog.